# والری گازائف
والری گازائف (روسی: Вале́рий Гео́ргиевич Газза́ев؛ زادهٔ ۷ اوت ۱۹۵۴) بازیکن سابق و مربی فوتبال اهل روسیه است.
وی همچنین برندهٔ جوایزی همچون نشان دوستی شده‌است.
از باشگاه‌هایی که در آن بازی کرده‌است می‌توان به باشگاه فوتبال لوکوموتیو مسکو، باشگاه فوتبال دینامو تفلیس، باشگاه فوتبال دینامو مسکو اشاره کرد.